# Dzor (vattendrag)
Dzor (armeniska: Ձոր) är ett vattendrag i Armenien. Det ligger i provinsen Gegharkunik, i den centrala delen av landet, 70 kilometer öster om huvudstaden Jerevan.
Trakten runt Dzor består i huvudsak av gräsmarker. Runt Dzor är det ganska tätbefolkat, med 72 invånare per kvadratkilometer.